# Kampimodromus hmiminai
Kampimodromus hmiminai är en spindeldjursart som beskrevs av D. McMurtry och Bounfour 1989. Kampimodromus hmiminai ingår i släktet Kampimodromus och familjen Phytoseiidae. Inga underarter finns listade i Catalogue of Life.